# Чжан, Стивен
Чжан Канъян или Стивен Чжан (кит. 张康阳; род. 21 декабря 1991 года) — китайский бизнесмен, владелец футбольного клуба «Интернационале».

## Биография
Чжан является сыном китайского миллиардера Чжана Цзиньдуна, основателя и владельца китайской компании «Suning Holdings Group», специализирующейся во многих областях, таких как розничная торговля (Suning.com), логистика, финансовые услуги, технологии, недвижимость, спорт, СМИ и развлечения, а также инвестиции.
В октябре 2018 года он стал самым молодым председателем футбольного клуба «Интер». В 2016 году Чжан сыграл важную роль в приобретении компании «Интер» компанией «Suning Holdings Group», был назначен на должность в совете директоров и взял на себя управление деятельностью клуба.
В 2019 году стоимость «Интера» выросла до 692 миллионов евро (более чем на 41 %), что является самым высоким показателем среди футбольных клубов Европы. «Интер» также вошел в десятку лучших по показателям Club Stadia.
С марта 2018 года Стивен Чжан входит в состав Комитета УЕФА по клубным соревнованиям и является единственным членом комитета из Азии. В сентябре 2019 года он стал членом Исполнительного совета Европейской ассоциации клубов (ECA), созданного в 2008 году и признанного УЕФА и ФИФА; этот орган представляет интересы профессиональных ассоциаций футбольных клубов в Европе. Чжан — единственный представитель Китая из 24 членов Совета.
С 2016 года он руководит Suning International, а в первой половине 2018 года открыл офис в Милане, что стало катализатором роста Suning International в Европе. За это время были подписаны соглашения о сотрудничестве с итальянскими торговыми учреждениями, брендами и предприятиями, включая стратегическое партнерство с Итальянским торговым агентством (ITA), подписанное в марте 2019 года. Помимо Европы, Suning имеет развитую глобальную сеть, охватывающая Гонконг, Макао, Японию и США.
В феврале 2020 года «Интер» подал в суд на MLS за нарушение авторских прав на товарный знак, утверждая, что название «Интер» означает только клуб, которым владеет Чжан.
В апреле 2020 года он обрушился с критикой в адрес президента Серии А Паоло Даль Пино за переносы матчей из-за коронавируса: Чжан выложил в Инстаграм пост со словами «Вы, наверное, самый большой клоун, которого я когда-либо видел».

## Образование
Стивен Чжан поступил в Нанкинскую школу иностранных языков, после этого он перевелся в Академию Мерсерсберг в Пенсильвании, где он был признан президентским стипендиатом и получил диплом с отличием. В дальнейшем он попал в список лучших студентов Уортонской школы бизнеса при Пенсильванском университете. Специализировался в области финансов и электронной коммерции, получил степень бакалавра экономики.